# Barynema
Barynema is een geslacht van schietmotten van de familie Odontoceridae.

## Soorten
- B. australicum Mosely, 1953
- B. costatum Banks, 1939